# Campionati italiani di ski cross 2015
I Campionati italiani di ski cross 2015 si sono svolti a Canazei il 25 marzo. Il programma ha incluso sia la gara femminile che la gara maschile. 
Trattandosi di competizioni valide anche ai fini del punteggio FIS, vi hanno partecipato anche sciatori di altre federazioni, senza che questo consentisse loro di concorrere al titolo nazionale italiano.

## Risultati

### Uomini
| Pos. | Atleta          | Nazione    |
| ---- | --------------- | ---------- |
| 1    | Stefan Thanei   | Italia     |
| 2    | Marco Tomasi    | Italia     |
| 3    | Matt Brady      | Canada     |
| 4    | Ned Ireland     | Canada     |
| 5    | Trent McCarthy  | Canada     |
| 6    | Adam Gibson     | Canada     |
| 7    | Tomas Bartalsky | Slovacchia |
| 8    | Nicola Giorgi   | Italia     |

### Donne
| Pos. | Atleta             | Nazione     |
| ---- | ------------------ | ----------- |
| 1    | India Sherret      | Canada      |
| 2    | Debora Pixner      | Italia      |
| 3    | Pamela Thorburn    | Regno Unito |
| 4    | Abby McEwen        | Canada      |
| 5    | Sabine Wolfsgruber | Italia      |